# Carl Ehrenstein
Œuvres principales
Klagen eines Knaben (1913)
Carl Ehrenstein (9 septembre 1892 Vienne, Autriche-Hongrie - 10 janvier 1971, Londres) est un écrivain et traducteur autrichien. C'est un représentant de l’expressionnisme littéraire allemand.

## Biographie
Carl, né à Vienne, est le frère cadet d'Albert Ehrenstein. Vivant à Vienne et à Berlin, il collabore à de nombreuses revues littéraires, Saturn, Die weißen Blätter, Die Schaubühne, Vers und Prosa.
Il est surtout traducteur, de l'anglais et du danois. Parmi ses traductions, Gordon Pym, d'Edgar Allan Poe. Après l'arrivée au pouvoir des Nazis, il émigre en Angleterre.

## Ouvrages
- 1913, Klagen eines Knaben, poésies, Der jüngste Tag, Kurt Wolff Verlag
- 1921, Bitte um Liebe

## Sources
- (de) Heinz Schöffler, Der jüngste Tag. Die Bücherei einer Epoche, Francfort, Verlag Heinrich Scheffler, 1970.